# Liquidità
In ragioneria, la liquidità è la disponibilità di mezzi di pagamento in contanti a brevissimo termine, ovvero la disponibilità immediata di denaro contante e/o di diverse altre forme di Titoli di Pagamento (nominali o al portatore), equivalenti, ma comunque monetizzabili immediatamente.
In termini finanziari, il termine indica l'attitudine di un investimento a trasformarsi in denaro rapidamente e possibilmente senza perdite, che non sono sempre esonerabili o circoscritte (come nei casi di svincolo di titoli obbligazionari soggetti alla volatilità intrinseca di uno specifico mercato).
In termini patrimoniali, il termine definisce anche la situazione caratterizzata da una notevole disponibilità di denaro contante e/o di altri mezzi di pagamento facilmente e rapidamente convertibili in denaro.

## Descrizione
La liquidità eccedente gli ordinari fabbisogni di cassa, viene normalmente investita in titoli di Stato o in altre forme a basso rischio finanziario. Il livello di liquidità può essere ottimizzato con il modello Baumol-Tobin (v.). Il modello è derivato dalla gestione delle scorte e prevede che, se l'andamento della giacenza di cassa è lineare (consumo regolare), nell'unità di tempo (normalmente l'anno) il livello medio di liquidità è pari alla metà della quantità ottimale di titoli di Stato da disinvestire (vendere) quando si estingue la riserva. La riserva di liquidità che l'impresa fissa per far fronte ai pagamenti è inferiore a questa giacenza media.
Ciò è paragonabile alla relazione fra scorta di ciclo e di sicurezza che esiste nei modelli di gestione delle scorte.

### Indicatori di liquidità
Questi indicatori consentono di valutare la condizione di equilibrio fra le grandezze a breve termine dello stato patrimoniale, ovvero la capacità di un'azienda di finanziare il proprio sviluppo mediante i flussi di cassa generati dalla sua gestione. Si tratta, fra gli altri, del cosiddetto Quick Ratio, ossia del quoziente di liquidità secco, il quale misura il rapporto fra attività a pronto realizzo e passività correnti e del Current Ratio o indice di liquidità corrente il quale misura la capacità dell'impresa di far fronte alle passività correnti con le attività correnti, senza ricorrere ad indebitamento.